# Prêmio Sociedade Brasileira de Matemática
O Prêmio da Sociedade Brasileira de Matemática (ou Prêmio SBM) é o maior prêmio de redação matemática expositiva. Consiste em um prêmio em dinheiro (em 2021, a quantia era de R$ 20.000, enquanto em 2025, será de R$10.000,00) e um certificado, e é concedido bienalmente pela Sociedade Brasileira de Matemática em reconhecimento a um artigo expositivo de destaque sobre um tema matemático relevante para a sociedade.
O prêmio é concedido para um jovem pesquisador residente no Brasil analisando critérios de originalidade, relevância, profundidade e possível impacto no desenvolvimento científico da área.

## Vencedores do Prêmio durante os anos[3]
| Destinatário                       | Ano  | Artigo                                                                             |
| ---------------------------------- | ---- | ---------------------------------------------------------------------------------- |
| José Edson Sampaio                 | 2025 | Moderately Discontinuous Homology                                                  |
| Damião Araújo                      | 2023 | Infinity Laplacian Equations with Singular Absorptions                             |
| Hubert Lacoin                      | 2021 | Pinning and disorder relevance for the lattice Gaussian free field II              |
| Luna Lomonaco                      | 2019 | On Quasi-Conformal (In-)Compatibility of Satellite Copies of the Mandelbrot Set: I |
| Roberto Morris                     | 2017 | Independent sets in Hypergraphs                                                    |
| Umberto Hryniewicz e Pedro Salomão | 2015 | A Poincaré-Birkhoff theorem for tight Reeb flows on S3                             |
| Artur Ávila                        | 2013 | On the regularization of conservative maps                                         |